# Métallure de Baron
Metallura baroni
Espèce
Statut de conservation UICN

 EN B1ab(i,ii,iii,v) : En danger
Statut CITES
La Métallure de Baron, Metallura baroni, est une espèce de colibris de la sous-famille des Lesbiinae et de la tribu des Lesbiini.

## Distribution
La Métallure de Baron est endémique de l'Équateur.

Carte de répartition de l'espèce

## Référence
(en) « Neotropical Birds Online », Cornell Lab of Ornithology, 4 octobre 2011